# Таловая (приток Паньшинки)
Таловая — река в России, протекает по Иловлинскому району Волгоградской области. Сливаясь (справа) с рекой Сакарка, образует реку Паньшинка, бассейн Дона.

## География
Таловая начинается в одноимённой балке примерно в 20 км западнее города Дубовка. Течёт на юго-запад, по всей длине пересыхающая. На реке расположены хутора Широков и Фастов. Таловая сливается с Сакаркой в 24 км от устья Паньшинки. Длина реки составляет 15 км, площадь водосборного бассейна — 211 км².

## Данные водного реестра
По данным государственного водного реестра России относится к Донскому бассейновому округу, водохозяйственный участок реки — Дон от впадения реки Хопёр до города Калач-на-Дону, без рек Хопёр, Медведица и Иловля, речной подбассейн реки — Дон между впадением Хопра и Северского Донца. Речной бассейн реки — Дон (российская часть бассейна).
Код объекта в государственном водном реестре — 05010300512107000009491.